# Most w Brzegu Dolnym
Most Wolności - 4 czerwca – most drogowy przez rzekę Odrę w Brzegu Dolnym w województwie dolnośląskim. Jest to pierwszy most drogowy w mieście. Jego powstanie umożliwiło likwidację istniejącej wcześniej w tym miejscu przeprawy promowej na Odrze.
W pierwszym etapie inwestycji wybudowany został most na Odrze wraz z mostem na rzece Jeziorce oraz drogi dojazdowe po obu stronach Odry łączące most z drogą wojewódzką nr 341 po prawej stronie rzeki i z drogą lokalną do miejscowości Głoska po lewej stronie rzeki. W następnym etapie powstały połączenia z drogą krajową nr 94 i z drogą wojewódzką nr 340.
Most o długości 534 metrów i szerokość 15 m jest mostem betonowym, wieloprzęsłowym, budowanym w części nurtowej metodą nawisową. Na moście znajduje się jezdnia dwupasmowa i ciągi pieszo-rowerowe.
Koszt budowy mostu wraz z drogami dojazdowymi wyniósł 168 mln zł i współfinansowany był z Europejskiego Funduszu Rozwoju Regionalnego (84 mln zł).
Najbliższe przeprawy mostowe przez Odrę znajdują się: w dół rzeki - w okolicach Lubiąża w ciągu drogi wojewódzkiej nr 338; a w górę rzeki - w ciągu Autostradowej Obwodnicy Wrocławia (Most Rędziński we Wrocławiu).
Plany zakładają budowę kolejnych odcinków trasy. Dzięki nim most zostanie połączony z autostradą A4 i drogą ekspresową S5 Wrocław-Poznań, dzięki czemu powstanie kolejna obwodnica Wrocławia.

## Historia budowy
Przetarg na budowę ogłoszono 20 września 2010 r., a umowę z firmą Skanska podpisano 7 października 2011 r. Dnia 28 października 2013 roku most został oficjalnie otwarty przez prezydenta Bronisława Komorowskiego.